# Noel Mills
Noel Mills   (Auckland, 13 de gener de 1944 - valor desconegut, 8 de desembre de 2004) fou un remer neozelandès que va competir durant la dècada de 1970.
El 1972 va prendre part en els Jocs Olímpics d'Estiu de Múnic, on guanyà la medalla de plata en la prova del quatre sense timoner del programa de rem. Formà equip amb Dick Tonks, Dudley Storey i Ross Collinge.
En el seu palmarès també destaca una medalla de bronze al Campionat del Món de rem de 1978 i una de plata al Campionat d'Europa de rem de 1973.